# تیم ملی فوتبال زیر ۱۹ سال پرتغال
تیم ملی فوتبال زیر ۱۹ سال پرتغال نماینده فوتبال کشور پرتغال در مسابقات فوتبال زیر ۱۹ سال بین‌المللی است که زیر نظر فدراسیون فوتبال پرتغال فعالیت می‌کند.

## حضور بین‌المللی

### جام ملت‌های اروپا زیر ۱۹ سال
| سال  | مرحله       |
| ---- | ----------- |
| ۲۰۰۲ | راه نیافت   |
| ۲۰۰۳ | نایب‌قهرمان  |
| ۲۰۰۴ | راه نیافت   |
| ۲۰۰۵ | راه نیافت   |
| ۲۰۰۶ | مرحله گروهی |
| ۲۰۰۷ | مرحله گروهی |
| ۲۰۰۸ | راه نیافت   |
| ۲۰۰۹ | راه نیافت   |
| ۲۰۱۰ | مرحله گروهی |
| ۲۰۱۱ | راه نیافت   |
| ۲۰۱۲ | مرحله گروهی |
| ۲۰۱۳ | نیمه‌نهایی   |
| ۲۰۱۴ | نایب‌قهرمان  |
| ۲۰۱۵ | راه نیافت   |
| ۲۰۱۶ | نیمه‌نهایی   |
| ۲۰۱۷ | نایب‌قهرمان  |
| ۲۰۱۸ | قهرمان      |
| ۲۰۱۹ | نایب‌قهرمان  |
| ۲۰۲۰ | برگزار نشده |